# Never a Dull Moment
Never a Dull Moment — четвёртый сольный альбом британского певца Рода Стюарта, выпущенный 27 июля 1972 года лейблом Mercury Records. Альбом поднялся до #1 в UK Albums Chart и #2 в Billboard Top LP’s & Tape. Две песни с этого альбома стали хитами: песня «You Wear It Well», написанная Стюартом совместно с Мартином Квиттентоном , и «Twisting the Night Away», представляющая собой обработку одноимённой песни Сэма Кука.
Альбом был положительно оценен музыкальными критиками. По словам одного из них (Стивен Томас Эрлевайн), «это более хард-роковая версия Every Picture Tells a Story… замечательная, многогранная пластинка. Открываясь трогательной автобиографической рокерской песней «True Blue», в которой Род Стюарт пытается справиться со своей новообретенной славой… эта пластинка является последней из серии эпических слияний Стюартом хард-рока и фолка».

## Список композиций
| №  | Название                    | Автор(ы)              | Длительность |
| -- | --------------------------- | --------------------- | ------------ |
| 1. | «True Blue»                 | Род Стюарт, Ронни Вуд | 3:28         |
| 2. | «Lost Paraguayose»          | Род Стюарт, Ронни Вуд | 3:58         |
| 3. | «Mama, You Been on My Mind» | Боб Дилан             | 4:26         |
| 4. | «Italian Girls»             | Род Стюарт, Ронни Вуд | 5:01         |

| №  | Название                  | Автор(ы)                        | Длительность |
| -- | ------------------------- | ------------------------------- | ------------ |
| 1. | «Angel»                   | Джими Хендрикс                  | 4:04         |
| 2. | «Interludings»            | Арт Вуд                         | 0:40         |
| 3. | «You Wear It Well»        | Род Стюарт, Мартин Квиттентон   | 4:21         |
| 4. | «I’d Rather Go Blind»     | Билли Фостер, Эллингтон Джордан | 3:53         |
| 5. | «Twistin’ the Night Away» | Сэм Кук                         | 3:15         |

## Участники записи

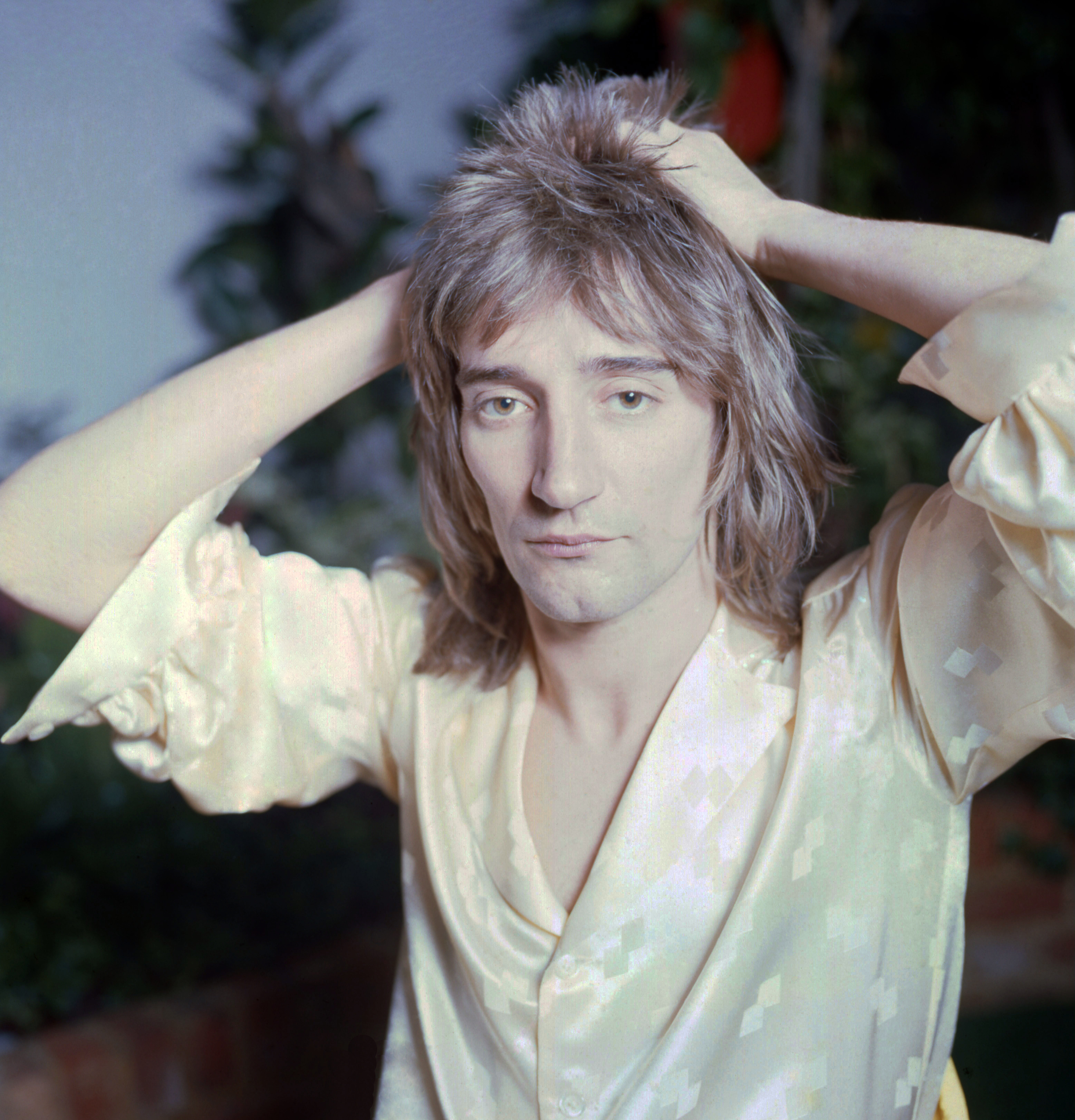
Род Стюарт, 1972 год.

Список составлен по сведениям базы данных Discogs.
Музыканты:
- Род Стюарт — вокал
- Ронни Вуд — электрогитара (в песнях А1, А2, А4, Б1−Б5), акустическая гитара (в песнях А2, А4, Б2, Б3)
- Ронни Лейн — бас-гитара (в песнях А1, Б1, Б5)
- Мики Уоллер — ударные (все песни кроме А1)
- Кенни Джонс — ударные (в песне А1)
- Иэн «Мак» Маклэган — орган (в песнях А1, Б2, Б3, Б4), фортепиано (в песне А1)
- Мартин Квиттентон[англ.] — акустическая гитара (в песнях А2, А3, А4, Б3)
- Нимой «Спиди» Аквайе — конги (в песне Б1)
- Пит Сирс[англ.] — фортепиано (в песне А4), бас-гитара (в песне Б4)
- Брайан — фортепиано (в песне А3)
- Спайк Хитли[англ.] — контрабас (в песне А3)
- Дик Пауэлл — скрипка (в песнях А3, А4)
- Гордон Хантли[англ.] — стил-гитара (в песне А3)

Технический персонал:
- Род Стюарт — музыкальный продюсер
- Майк Бобак — звукоинженер
- Майк Батчер — ассистент звукоинженера
- Джимми Горовиц — аранжировщик (в песне Б5)
- Гилберт Конг — мастеринг-инженер[англ.]
- Десмонд Стробель — арт-директор
- Джим Исвиг — художник
- Джон Крейг — дизайнер
- Эд Караефф[англ.] — фотограф (фото для обложки)
- Джоэл Бродски[англ.] — фотограф (фото для буклета)

## Позиции в хит-парадах и сертификации
| Хит-парад (1972—1973)               | Высшая позиция | Пребывание в чарте |
| ----------------------------------- | -------------- | ------------------ |
| Австралия (Kent Music Report)       | 3              | нет данных         |
| Великобритания (UK Albums Chart)    | 1              | 36 недель          |
| Италия (Musica e dischi)            | 22             | 1 неделя           |
| Канада (RPM Albums Chart)           | 1              | 30 недель          |
| Нидерланды (Album Top 100)          | 2              | 12 недель          |
| Норвегия (VG-lista)                 | 8              | 13 недель          |
| США (Billboard Top LP’s & Tape)     | 2              | 36 недель          |
| Финляндия (Suomen virallinen lista) | 8              | 21 неделя          |
| ФРГ (Offizielle Top 100)            | 37             | 3 недели           |
| Швеция (Kvällstoppen Listan)        | 8              | нет данных         |
| Япония (Oricon)                     | 56             | нет данных         |

| Хит-парад (1972)              | Позиция |
| ----------------------------- | ------- |
| Австралия (Kent Music Report) | 18      |
| Великобритания (Gallup Poll)  | 4       |
| Италия (FIMI)                 | 89      |
| Нидерланды (Buma/Stemra)      | 15      |

| Регион                                                      | Сертификация | Продажи   |
| ----------------------------------------------------------- | ------------ | --------- |
| Великобритания                                              | —            | 1 000 000 |
| Новая Зеландия (RMNZ)                                       | 2× Золотой   | 15 000^   |
| США (RIAA)                                                  | Золотой      | 500 000^  |
| ^ Данные о тиражах приведены только на основе сертификации. |              |           |